# Grythem
Grythem är en bebyggelse i Lillkyrka socken i Örebro kommun i Närke. Den ligger på norra sidan av sjön Hjälmaren, 25 km öster om Örebro. SCB avgränsade här en småort mellan 2000 och 2005 samt åter 2020.
Grythem ligger ett par kilometer söder om Gamla Arbogavägen, som var Europaväg E18 och E20 till dess motorväg byggdes längre norrut vid sekelskiftet.